# D'Hondtov sustav
D'Hondtov sustav ili metoda je metoda raspodjele glasova u zastupnička mjesta (mandate) u sustavu razmjernog predstavništva. Ime je dobio po belgijskom pravniku i matematičaru Victoru D'Hondtu. Prvi put je zakonski uveden u Belgiji 29. prosinca 1899.
Prema ovom sustavu, broj dobivenih glasova svake izborne liste koja sudjeluje u podjeli mandata u izbornoj jedinici, dijeli se redom s 1, 2, 3, itd. i tako dok se ne dođe do broja jednaka broju zastupnika koji se biraju u toj izbornoj jedinici. Dobivene količnike svih izbornih lista treba poredati po veličini te odbrojiti od najvećeg prema manjima onoliko koliko se zastupnika bira.  Tada svaka lista dobiva onoliko mandata koliko ima odbrojenih količnika.
Primjer: Pretpostavimo da je na izborima u jednoj izbornoj jedinici u kojoj se bira 5 zastupnika lista A dobila 4160,  lista B 3380 i lista C 2460 glasova. Svaki od ovih brojeva dijeli se redom s 1, 2, 3, 4, 5 te se dobiveni količnici poredaju po veličini.
| | Br. glasova (X) | X : 1    | X : 2    | X : 3      | X : 4    | X : 5    |
| --- | --------------- | -------- | -------- | ---------- | -------- | -------- |
| Stranka A | 4160            | 4160 (1) | 2080 (4) | 1386,7 (6) | 1040 (9) | 832 (11) |
| Stranka B | 3380            | 3380 (2) | 1690 (5) | 1126,7 (8) | 845 (10) | 676 (13) |
| Stranka C | 2460            | 2460 (3) | 1230 (7) | 820 (12)   | 615 (14) | 492 (15) |
| Napomena: brojevi u zagradama su redna mjesta količnika kada se svi poredaju po veličini. Decimalni brojevi zaokruženi su na jednu decimalu. |                 |          |          |            |          |          |

Iz tablice slijedi da lista A dobiva dva zastupnička mjesta (odgovaraju količnicima 4160 i 2080), lista B također dva zastupnička mjesta (odgovaraju količnicima 3380 i 1690), dok lista C dobiva jedno zastupničko mjesto (odgovara količniku 2460).
Pri provođenju ove metode može se dogoditi da dvije ili više lista imaju jednake količnike, a da je broj neraspodijeljenih mandata manji od broja tih lista. Tada mandate dobivaju liste s većim brojem glasova. Slijedi primjer triju lista i 14 mandata, gdje je najbolja osvojila 496, druga 378, a treća 126 glasova. Dobivaju se sljedeći količnici (decimalni brojevi zaokruženi su na jednu decimalu):
- 496, 248, 165,3, 124, 99,2, 82,7, 70,9, 62 itd. (za prvu listu)
- 378, 189, 126, 94,5, 75,6, 63, 54 itd. (za drugu listu)
- 126, 63, 42 itd. (za treću listu)

Zatamnjeno je prvih 13 količnika po veličini, a jedno izborno mjesto ostalo je neraspodijeljeno. Sljedeći je po veličini količnik 63, a on pripada i drugoj i trećoj listi (označeno kurzivom).  Posljednje izborno mjesto pripada drugoj listi jer ima više glasova nego treća. Tako, prema D'Hondtovoj metodi, prvoj listi pripada 7, a drugoj 6 mandata, dok trećoj listi pripada samo 1 mandat. Ovo je primjer iz ankete za hrvatske parlamentarne izbore 2015. godine u X izbornoj jedinici. Prva je stranka HDZ, druga SDP a treća MOST.  
Iznimno se može dogoditi da se ova metoda ne može primijeniti: ako se u postupku pojavi da je broj lista s istim količnikom veći od broja neraspodijeljenih mandata.
Proporcionalni sustavi reprezentacije aproksimiraju savršenu proporcionalnost 
na različite načine koji podrazumijevaju različite pojmove neproporcionalnosti.
D'Hondtov sustav minimalizira najveći omjer prednosti
{\displaystyle \max _{l}o_{l}={\frac {m_{l}}{g_{l}}},}
gdje:
{\displaystyle o_{l}} – omjer prednosti liste {\displaystyle l},
{\displaystyle m_{l}} – udio mandata za listu {\displaystyle l}, {\displaystyle m_{l}\in [0,1],\;\sum _{l}m_{l}=1},
{\displaystyle g_{l}} – udio glasova za listu {\displaystyle l}, {\displaystyle g_{l}\in [0,1],\;\sum _{l}g_{l}=1}.
D'Hondtov sustav dijeli glasove na točno proporcionalne i neresenzirane glasove, minimizirajući udio neresentiranih glasova,
{\displaystyle \pi ^{*}=1-{\frac {1}{\max _{l}o_{l}}}}.
Glasovi lista koji nisu predstavljeni jesu
{\displaystyle n_{l}=g_{l}-(1-\pi ^{*})m_{l},\;n_{l}\in [0,g_{l}],\sum _{l}\,n_{l}=\pi ^{*}}.
Uz neke druge, ovu metodu u svom izbornom zakonodavstvu primjenjuju Albanija, Angola, Argentina, Armenija, Austrija, Belgija, Bolivija, Brazil, Bugarska, Crna Gora, Češka, Čile, Danska, Ekvador, Estonija, Finska, Gvatemala, Hrvatska, Island, Izrael, Japan, Kolumbija, Kosovo,  Luksemburg, Mađarska, Moldavija, Monako, Mozambik, Nikaragva, Nizozemska, Paragvaj, Peru, Poljska, Portugal, Rumunjska, Sjeverna Irska, Sjeverna Makedonija, San Marino, Slovenija, Srbija, Škotska, Španjolska, Švicarska, Turska, Urugvaj, Venezuela i Wales. 
Ova je metoda ekvivalentna Jeffersonovoj metodi iz 1792. u smislu da se dobije ista raspodjela mandata, ali je razlika u računanju.